# 366 (nombre)
Cet article est relatif au nombre 366. Pour les années, voir 366 et 366 av. J.-C.. Pour les lignes de transports en commun, voir Ligne 366 .
Le nombre 366 (trois cent soixante-six) est l'entier naturel qui suit 365 et qui précède 367. C'est :
- le nombre sphénique 2 × 3 × 61,
- un nombre noncototient,
- un nombre 26-gonal et 123-gonal,
- un zéro de la fonction de Mertens,
- le nombre de jours dans une année bissextile.